# Bukoveț, Voloveț
Bukoveț (în ucraineană Буковець) este o comună în raionul Voloveț, regiunea Transcarpatia, Ucraina, formată numai din satul de reședință.

## Demografie
Componența lingvistică a comunei Bukoveț
     Ucraineană (99,67%)
     Alte limbi (0,33%)
Conform recensământului din 2001, majoritatea populației comunei Bukoveț era vorbitoare de ucraineană (99,67%), existând în minoritate și vorbitori de alte limbi.